# Chalíki (Tríkala)
Chalíki (grec moderne : Χαλίκι) est une localité située dans le dème des Météores, dans le district régional de Tríkala, dans la périphérie de Thessalie, en Grèce.
Selon le recensement de 2021, elle compte 16 habitants.